# Slit Wrists and Casket Rot
Slit Wrists and Casket Rot är ett livealbum med det amerikanska death metal-bandet Necrophagia. Albumet spelades in under "Harvesting the Dead"-turnén och gavs ut 2006 av skivbolaget Red Stream, Inc..

## Låtförteckning
1. "Requiem for a Black Pope" (instrumental) – 2:40
2. "Upon Frayed Lips of Silence" – 4:32
3. "Blaspheme the Body" – 3:01
4. "Cannibal Holocaust" – 5:54
5. "Parasite Eve" – 2:55
6. "And You Will Live in Terror" – 5:21
7. "Maim Attraction" – 3:24
8. "Flowers of Flesh and Blood" – 4:45
9. "Rue Morgue Disciple" – 2:53
10. "Embalmed yet I Breathe" – 4:01
11. "The Divine Art of Torture" – 3:09
12. "Zé do Caixão" – 3:49
13. "Young Burial" – 4:04

## Medverkande
Musiker (Necrophagia-medlemmar)
- Killjoy (Frank Pucci) – sång
- Frediablo (Fred Prytz) – gitarr
- Iscariah (Stian Smørholm) – basgitarr
- Titta Tani – trummor
- Fug (Knut Vegar Prytz) – gitarr
- Mirai Kawashima – keyboard, bakgrundssång

Produktion
- Patrick McCahan – producent